# Polysyncraton rostrum
Polysyncraton rostrum är en sjöpungsart som beskrevs av Monniot 1997. Polysyncraton rostrum ingår i släktet Polysyncraton och familjen Didemnidae. Inga underarter finns listade i Catalogue of Life.